# Theodora III.
Theodora III. (řecky Boží dar; okolo 985–1056 v Konstantinopoli) byla byzantská císařovna v roce 1042 a později v letech 1055 až 1056.
Theodora byla svou sestrou Zoe v roce 1032 poslána do kláštera a byla přivedena zpět teprve 19. dubna 1042, když si vzbouřený lid v Konstantinopoli vyžádal její návrat. Proti své vůli byla korunována císařovnou a Michael V., proti kterému se lid bouřil, byl následně prohlášen za sesazeného. Dva dny na to byl Michael zřejmě na Theodořin příkaz oslepen a oficiálně sesazen. Zoe následně pozvala Theodoru, jež se zdržovala v chrámu Hagia Sofia, do císařského paláce. Obě sestry pak společně vykonávaly vládu.
Jelikož v politických záležitostech byly ale naprosto nejednotné, požadoval senát, aby byl ustaven císař. Tím se stal Konstantin Monomachos, který se oženil se Zoe a sám se ujal řízení státu. Když Zoe v roce 1050 a její muž o pět let později zemřeli, stala se Theodora ve věku 70 let jedinou vládkyní říše. V srpnu dalšího roku však těžce onemocněla a určila svého rádce Michaela Bringase za svého nástupce a příštího císaře.
31. srpna 1056 Theodora zemřela.